# College Springs
College Springs est une ville du comté de Page, en Iowa, aux États-Unis. Elle est incorporée le 19 janvier 1875.

## Source de la traduction
- (en) Cet article est partiellement ou en totalité issu de l’article de Wikipédia en anglais intitulé « College Springs, Iowa » (voir la liste des auteurs).